# Gran Premio di superbike di Valencia 2004
Il Gran Premio di superbike di Valencia 2004 è stato la prima prova su undici del campionato mondiale Superbike 2004, disputato il 29 febbraio sul circuito di Valencia, in gara 1 ha visto la vittoria di James Toseland davanti a Pierfrancesco Chili e Chris Walker, la gara 2 è stata vinta da Noriyuki Haga che ha preceduto James Toseland e Steve Martin.
La vittoria nella gara valevole per il campionato mondiale Supersport 2004 è stata ottenuta da Jurgen van den Goorbergh, mentre la gara del campionato Europeo della classe Superstock viene vinta da Gianluca Vizziello.

## Risultati

### Gara 1

#### Arrivati al traguardo[5]
| Pos. | Nº | Pilota               | Squadra                    | Motocicletta     | Giri | Tempo     | Griglia | Punti |
| ---- | -- | -------------------- | -------------------------- | ---------------- | ---- | --------- | ------- | ----- |
| 1º   | 52 | James Toseland       | Ducati Fila                | Ducati 999 F04   | 23   | 42:39.266 | 2º      | 25    |
| 2º   | 7  | Pierfrancesco Chili  | PSG - 1 Corse              | Ducati 999 RS    | 23   | +0:04.698 | 13º     | 20    |
| 3º   | 9  | Chris Walker         | Foggy Petronas Racing      | Petronas FP1     | 23   | +0:22.109 | 10º     | 16    |
| 4º   | 20 | Marco Borciani       | D.F.Xtreme Sterilgarda     | Ducati 999 RS    | 23   | +0:53.304 | 8º      | 13    |
| 5º   | 91 | Leon Haslam          | Renegade Ducati            | Ducati 999 RS    | 23   | +1:02.286 | 4º      | 11    |
| 6º   | 69 | Gianluca Nannelli    | Pedercini                  | Ducati 998 RS    | 23   | +1:11.269 | 14º     | 10    |
| 7º   | 24 | Garry McCoy          | Xerox - Ducati Nortel Net. | Ducati 999 RS    | 23   | +1:25.257 | 7º      | 9     |
| 8º   | 16 | Sergio Fuertes       | MIR Racing                 | Suzuki GSX 1000R | 23   | +1:26.590 | 9º      | 8     |
| 9º   | 22 | Horst Saiger         | Life Haus RT               | Yamaha YZF R1    | 22   | +1 giro   | 19º     | 7     |
| 10º  | 23 | Jiří Mrkývka         | JM SBK                     | Ducati 998 RS    | 22   | +1 giro   | 21º     | 6     |
| 11º  | 12 | Warwick Nowland      | Zongshen                   | Suzuki GSX 1000R | 22   | +1 giro   | 18º     | 5     |
| 12º  | 17 | Chris Vermeulen      | Ten Kate Honda             | Honda CBR 1000RR | 22   | +1 giro   | 3º      | 4     |
| 13º  | 50 | Miguel Praia         | Xerox - Ducati Nortel Net. | Ducati 999 RS    | 22   | +1 giro   | 22º     | 3     |
| 14º  | 6  | Mauro Sanchini       | Kawasaki Bertocchi         | Kawasaki ZX 10   | 20   | +3 giri   | 15º     | 2     |
| 15º  | 5  | Piergiorgio Bontempi | Zongshen                   | Suzuki GSX 1000R | 20   | +3 giri   | 16º     | 1     |

#### Ritirati
| Nº | Pilota          | Squadra                | Motocicletta   | Giri | Griglia |
| -- | --------------- | ---------------------- | -------------- | ---- | ------- |
| 99 | Steve Martin    | D.F.Xtreme Sterilgarda | Ducati 999 RS  | 21   | 5º      |
| 8  | Ivan Clementi   | Kawasaki Bertocchi     | Kawasaki ZX 10 | 6    | 17º     |
| 41 | Noriyuki Haga   | Renegade Ducati        | Ducati 999 RS  | 5    | 6º      |
| 19 | Lucio Pedercini | Pedercini              | Ducati 998 RS  | 4    | 11º     |
| 25 | Alessio Velini  | UnionBike GiMotorsport | Yamaha YZF R1  | 3    | 20º     |
| 4  | Troy Corser     | Foggy Petronas Racing  | Petronas FP1   | 2    | 12º     |
| 55 | Régis Laconi    | Ducati Fila            | Ducati 999 F04 | 0    | 1º      |

### Gara 2

#### Arrivati al traguardo[6]
| Pos. | Nº | Pilota               | Squadra                    | Motocicletta     | Giri | Tempo     | Griglia | Punti |
| ---- | -- | -------------------- | -------------------------- | ---------------- | ---- | --------- | ------- | ----- |
| 1º   | 41 | Noriyuki Haga        | Renegade Ducati            | Ducati 999 RS    | 23   | 37:32.364 | 6º      | 25    |
| 2º   | 52 | James Toseland       | Ducati Fila                | Ducati 999 F04   | 23   | +0:01.769 | 2º      | 20    |
| 3º   | 99 | Steve Martin         | D.F.Xtreme Sterilgarda     | Ducati 999 RS    | 23   | +0:10.021 | 5º      | 16    |
| 4º   | 7  | Pierfrancesco Chili  | PSG - 1 Corse              | Ducati 999 RS    | 23   | +0:10.138 | 13º     | 13    |
| 5º   | 17 | Chris Vermeulen      | Ten Kate Honda             | Honda CBR 1000RR | 23   | +0:17.067 | 3º      | 11    |
| 6º   | 24 | Garry McCoy          | Xerox - Ducati Nortel Net. | Ducati 999 RS    | 23   | +0:21.140 | 7º      | 10    |
| 7º   | 9  | Chris Walker         | Foggy Petronas Racing      | Petronas FP1     | 23   | +0:21.584 | 10º     | 9     |
| 8º   | 20 | Marco Borciani       | D.F.Xtreme Sterilgarda     | Ducati 999 RS    | 23   | +0:21.626 | 8º      | 8     |
| 9º   | 91 | Leon Haslam          | Renegade Ducati            | Ducati 999 RS    | 23   | +0:33.387 | 4º      | 7     |
| 10º  | 6  | Mauro Sanchini       | Kawasaki Bertocchi         | Kawasaki ZX 10   | 23   | +0:33.537 | 15º     | 6     |
| 11º  | 4  | Troy Corser          | Foggy Petronas Racing      | Petronas FP1     | 23   | +0:36.556 | 12º     | 5     |
| 12º  | 16 | Sergio Fuertes       | MIR Racing                 | Suzuki GSX 1000R | 23   | +0:40.458 | 9º      | 4     |
| 13º  | 19 | Lucio Pedercini      | Pedercini                  | Ducati 998 RS    | 23   | +0:43.819 | 11º     | 3     |
| 14º  | 8  | Ivan Clementi        | Kawasaki Bertocchi         | Kawasaki ZX 10   | 23   | +0:46.515 | 17º     | 2     |
| 15º  | 22 | Horst Saiger         | Life Haus RT               | Yamaha YZF R1    | 23   | +0:57.694 | 19º     | 1     |
| 16º  | 5  | Piergiorgio Bontempi | Zongshen                   | Suzuki GSX 1000R | 23   | +1:03.975 | 16º     |       |
| 17º  | 12 | Warwick Nowland      | Zongshen                   | Suzuki GSX 1000R | 23   | +1:06.674 | 18º     |       |
| 18º  | 25 | Alessio Velini       | UnionBike GiMotorsport     | Yamaha YZF R1    | 23   | +1:09.952 | 20º     |       |
| 19º  | 50 | Miguel Praia         | Xerox - Ducati Nortel Net. | Ducati 999 RS    | 22   | +1 giro   | 22º     |       |

#### Ritirati
| Nº | Pilota            | Squadra     | Motocicletta   | Giri | Griglia |
| -- | ----------------- | ----------- | -------------- | ---- | ------- |
| 23 | Jiří Mrkývka      | JM SBK      | Ducati 998 RS  | 1    | 21º     |
| 69 | Gianluca Nannelli | Pedercini   | Ducati 998 RS  | 0    | 14º     |
| 55 | Régis Laconi      | Ducati Fila | Ducati 999 F04 | 0    | 1º      |

### Supersport

#### Arrivati al traguardo
| Pos. | Nº | Pilota                   | Squadra                     | Motocicletta    | Giri | Tempo     | Griglia | Punti |
| ---- | -- | ------------------------ | --------------------------- | --------------- | ---- | --------- | ------- | ----- |
| 1º   | 4  | Jurgen van den Goorbergh | Yamaha Italia               | Yamaha YZF R6   | 23   | 38'27.439 | 6º      | 25    |
| 2º   | 99 | Fabien Foret             | Yamaha Italia               | Yamaha YZF R6   | 23   | +4.898    | 3º      | 20    |
| 3º   | 37 | Katsuaki Fujiwara        | Suzuki Alstare Corona Extra | Suzuki GSX 600R | 23   | +16.104   | 7º      | 16    |
| 4º   | 57 | Lorenzo Lanzi            | Ducati Breil                | Ducati 749 R    | 23   | +17.964   | 16º     | 13    |
| 5º   | 2  | Stéphane Chambon         | Suzuki Alstare Corona Extra | Suzuki GSX 600R | 23   | +20.404   | 11º     | 11    |
| 6º   | 20 | Vittorio Iannuzzo        | Suzuki Alstare Corona Extra | Suzuki GSX 600R | 23   | +21.935   | 17º     | 10    |
| 7º   | 71 | Werner Daemen            | Alpha Technik - Van Zon     | Honda CBR 600RR | 23   | +24.972   | 9º      | 9     |
| 8º   | 31 | Karl Muggeridge          | Ten Kate Honda              | Honda CBR 600RR | 23   | +25.232   | 1º      | 8     |
| 9º   | 11 | Kevin Curtain            | Yamaha Motor Deutschland    | Yamaha YZF R6   | 23   | +44.486   | 5º      | 7     |
| 10º  | 22 | Stefano Cruciani         | Kawasaki Bertocchi          | Kawasaki ZX6 RR | 23   | +53.354   | 12º     | 6     |
| 11º  | 24 | Matthieu Lagrive         | Moto 1                      | Suzuki GSX 600R | 23   | +53.725   | 27º     | 5     |
| 12º  | 72 | Arne Tode                | Ecko Racing                 | Yamaha YZF R6   | 23   | +55.413   | 25º     | 4     |
| 13º  | 15 | Matteo Baiocco           | Lorenzini by Leoni          | Yamaha YZF R6   | 23   | +1'00.023 | 14º     | 3     |
| 14º  | 76 | Max Neukirchner          | Klaffi Honda                | Honda CBR 600RR | 23   | +1'13.366 | 13º     | 2     |
| 15º  | 10 | Kai Børre Andersen       | Kawasaki Docshop Racing     | Kawasaki ZX6 RR | 23   | +1'14.907 | 19º     | 1     |
| 16º  | 45 | Sébastien Le Grelle      | LeGrelle Dholda Moto P.     | Honda CBR 600RR | 23   | +1'18.761 | 26º     |       |

#### Ritirati
| Nº | Pilota             | Squadra                  | Motocicletta        | Giri | Griglia |
| -- | ------------------ | ------------------------ | ------------------- | ---- | ------- |
| 12 | Javier Forés       | Mega Bike                | Suzuki GSX 600R     | 21   | 24º     |
| 86 | Victor Carrasco    | Monlau Repsol Honda      | Honda CBR 600RR     | 21   | 23º     |
| 93 | Christian Kellner  | Yamaha Motor Deutschland | Yamaha YZF R6       | 13   | 8º      |
| 19 | Walter Tortoroglio | Celani - Suzuki Italia   | Suzuki GSX 600R     | 12   | 22º     |
| 8  | Alessio Corradi    | Italia Megabike          | Honda CBR 600RR     | 10   | 15º     |
| 17 | Tobias Kirmeier    | Alpha Technik - Van Zon  | Honda CBR 600RR     | 4    | 10º     |
| 18 | Denis Sacchetti    | Italia Megabike          | Honda CBR 600RR     | 4    | 21º     |
| 25 | Giovanni Bussei    | SL Racing                | Ducati 749 R        | 3    | 18º     |
| 23 | Broc Parkes        | Ten Kate Honda           | Honda CBR 600RR     | 2    | 2º      |
| 81 | Craig Jones        | Valmoto Triumph          | Triumph Daytona 600 | 0    | 20º     |

### Superstock

#### Arrivati al traguardo
| Pos. | Nº | Pilota                 | Squadra                     | Motocicletta     | Giri | Tempo     | Griglia | Punti |
| ---- | -- | ---------------------- | --------------------------- | ---------------- | ---- | --------- | ------- | ----- |
| 1º   | 45 | Gianluca Vizziello     | Italia Lorenzini by Leoni   | Yamaha YZF R1    | 13   | 21'46.950 | 1º      | 25    |
| 2º   | 4  | Lorenzo Alfonsi        | Italia Lorenzini by Leoni   | Yamaha YZF R1    | 13   | +0.357    | 4º      | 20    |
| 3º   | 5  | Riccardo Chiarello     | Suzuki Alstare Corona Extra | Suzuki GSX 1000R | 13   | +2.621    | 6º      | 16    |
| 4º   | 74 | Iván Silva             | Laglisse                    | Yamaha YZF R1    | 13   | +9.404    | 3º      | 13    |
| 5º   | 16 | Enrique Rocamora       | Kawasaki Bertocchi          | Kawasaki ZX10    | 13   | +11.725   | 10º     | 11    |
| 6º   | 54 | Kenan Sofuoğlu         | Yamaha Motor Germany        | Yamaha YZF R1    | 13   | +18.857   | 12º     | 10    |
| 7º   | 9  | Luca Scassa            | Ormeni Racing               | Kawasaki ZX10    | 13   | +20.712   | 7º      | 9     |
| 8º   | 79 | Stefano Bianco         | MNR Racing                  | Suzuki GSX 1000R | 13   | +26.564   | 13º     | 8     |
| 9º   | 34 | José Hurtado           | MIR Racing                  | Suzuki GSX 1000R | 13   | +27.101   | 14º     | 7     |
| 10º  | 99 | José Lombardo          | MIR Racing                  | Suzuki GSX 1000R | 13   | +27.677   | 15º     | 6     |
| 11º  | 7  | Fabrizio De Noni       | MNR Racing                  | Suzuki GSX 1000R | 13   | +28.819   | 8º      | 5     |
| 12º  | 37 | William De Angelis     | Rox Racing                  | Ducati 999S      | 13   | +29.479   | 5º      | 4     |
| 13º  | 14 | John Laverty           | EMS Racing                  | Suzuki GSX 1000R | 13   | +33.779   | 17º     | 3     |
| 14º  | 21 | Alex Martinez          | Intermoto Czech Republic    | Honda CBR 1000RR | 13   | +42.327   | 21º     | 2     |
| 15º  | 58 | Tomas Miksovsky        | Intermoto Czech Republic    | Honda CBR 1000RR | 13   | +42.590   | 22º     | 1     |
| 16º  | 35 | Christian Dal Corso    | PSG-1 Corse                 | Ducati 999S      | 13   | +44.811   | 20º     |       |
| 17º  | 15 | Pierrot Lerat-Vanstaen | Association Plein Gaz       | Suzuki GSX 1000R | 13   | +52.730   | 26º     |       |
| 18º  | 57 | Ilario Dionisi         | Celani - Suzuki Italia      | Suzuki GSX 1000R | 13   | +53.599   | 16º     |       |
| 19º  | 52 | Alessio Perilli        | Ducci - I.T. Networks F.R.  | Honda CBR 1000RR | 13   | +55.076   | 28º     |       |
| 20º  | 48 | Grégory Fastré         | Zone Rouge                  | Yamaha YZF R1    | 13   | +55.305   | 30º     |       |
| 21º  | 28 | Sepp Vermonden         | Sepp Racing - Dirk Van Mol  | Suzuki GSX 1000R | 13   | +57.068   | 27º     |       |
| 22º  | 96 | Matěj Smrž             | Akuna Racing                | Honda CBR 1000RR | 13   | +57.100   | 23º     |       |
| 23º  | 77 | Nicolas Saelens        | MCT-Sitra                   | Ducati 999S      | 13   | +1'00.005 | 29º     |       |
| 24º  | 27 | David Gatenby          | Beowulf World               | Suzuki GSX 1000R | 13   | +1'16.103 | 33º     |       |
| 25º  | 22 | Leroy Verboven         | Herman Verboven Racing      | Suzuki GSX 1000R | 13   | +1'21.514 | 31º     |       |
| 26º  | 88 | Jaroslav Černý         | Akuna Racing                | Honda CBR 1000RR | 13   | +1'21.677 | 34º     |       |

#### Ritirati
| Nº | Pilota               | Squadra                 | Motocicletta     | Giri | Griglia |
| -- | -------------------- | ----------------------- | ---------------- | ---- | ------- |
| 86 | Ayrton Badovini      | EVR Corse Biassono R.T. | Ducati 999S      | 11   | 19º     |
| 69 | Didier Van Keymeulen | Yamaha Motor Germany    | Yamaha YZF R1    | 10   | 2º      |
| 93 | David Butler         | EVR Corse Biassono R.T. | Ducati 999S      | 9    | 24º     |
| 44 | Alessandro Brannetti | FbC Racing - Spamoto    | Aprilia RSV 1000 | 7    | 11º     |
| 85 | Libor Bucek          | Bucek Racing            | Honda CBR 1000RR | 3    | 25º     |
| 76 | Bernat Martínez      | Bernat Marvimoto        | Yamaha YZF R1    | 2    | 18º     |